# 爱尔福特纲领

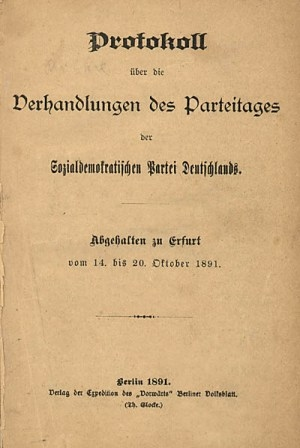

〈爱尔福特纲领〉是德国社会民主党于1891年10月在德国爱尔福特大会期间通过的一项纲领文件。主要起草人为爱德华·伯恩施坦、奥古斯特·倍倍尔、卡尔·考茨基。

## 概述
〈爱尔福特纲领〉宣称资本主义即将灭亡、生产资料的社会主义所有制是必要的。该党寻求通过合法的政治参与而不是革命活动来达到这些目的。考茨基认为资本主义的本质决定了它必然灭亡，而社会主义者当下最迫切的任务是提高劳动者的生活水平而不是革命，这是不可避免的。

## 評價

### 來自古典馬克思主義者所作的抨擊
古典馬克思主義的創立人弗里德里希·恩格斯在於1891年6月29日向考茨基發出的批評性文章中抨擊了由威廉·李卜克內西所起草的綱領草案中的機會主義、非馬克思主義觀點。值得注意的是，這並不是對綱領本身的抨擊。

### 官方評論
考茨基於1892年為該綱領撰寫了社會民主黨的官方評論，該綱領被稱為〈階級鬥爭〉。〈階級鬥爭〉所體現的馬克思主義常被後來的抨擊者稱為「庸俗馬克思主義」或「第二國際馬克思主義」。從十九世紀末到1914年，考茨基和倍倍爾的著作中對馬克思主義的通俗介紹在歐洲比馬克思自己的著作更廣泛地被閱讀和被傳播。〈階級鬥爭〉在1914年之前被翻譯成十六種語言，成為公認的、大眾化的馬克思主義理論總結。在1917年十月革命導致國際社會主義運動發生重大分裂 之前，這份文件成為代表「正統的」馬克思主義理論的核心文件之一。